# ラベンダー畑駅
ラベンダー畑駅（ラベンダーばたけえき）は、北海道空知郡中富良野町基線北15号にある北海道旅客鉄道（JR北海道）富良野線の駅（臨時駅）である。駅番号はF41。
ファーム富田への最寄り駅であり、徒歩7～8分程度。

## 歴史
夏のラベンダー観光に訪れる旅客を見込み、当初臨時列車「富良野・美瑛ノロッコ号」のみ停車する駅として開業した。年によって一部の定期普通列車も停車している。

### 年表
- 1999年（平成11年）
  - 6月11日：臨時駅として開業[1][2]。旅客のみ取扱い。
  - 7月17日：乗客からの要望を受け、8月1日までの期間、定期列車上下5本の停車を開始[5]。
- 2004年（平成16年）：ウェルカムアーチをリニューアル[6]。

## 駅構造
- 単式ホーム1面1線である。臨時駅のため簡易な作りとなっており、駅舎はない[4]。便所は仮設で設けられる。
- 夏期・秋季（6月 - 10月下旬まで）のみの営業。それ以外の時期は撤去される。通常は「富良野・美瑛ノロッコ号」のみの停車である。
- 連休など多客日のみ旭川車掌所から社員が派遣され、各種案内や車内補充券発行機での乗車券の販売を行う[4]。

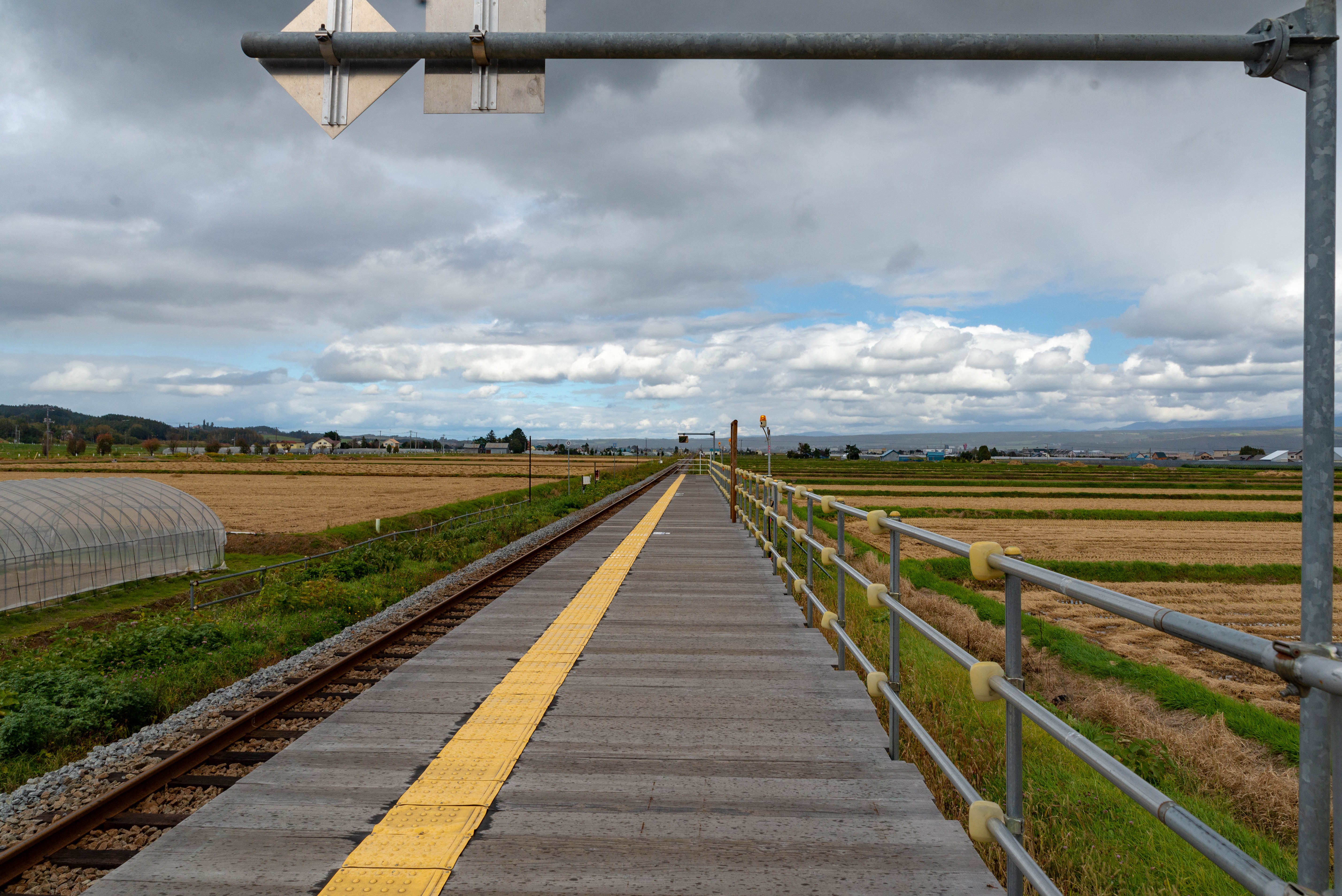
ホーム（2015年10月）
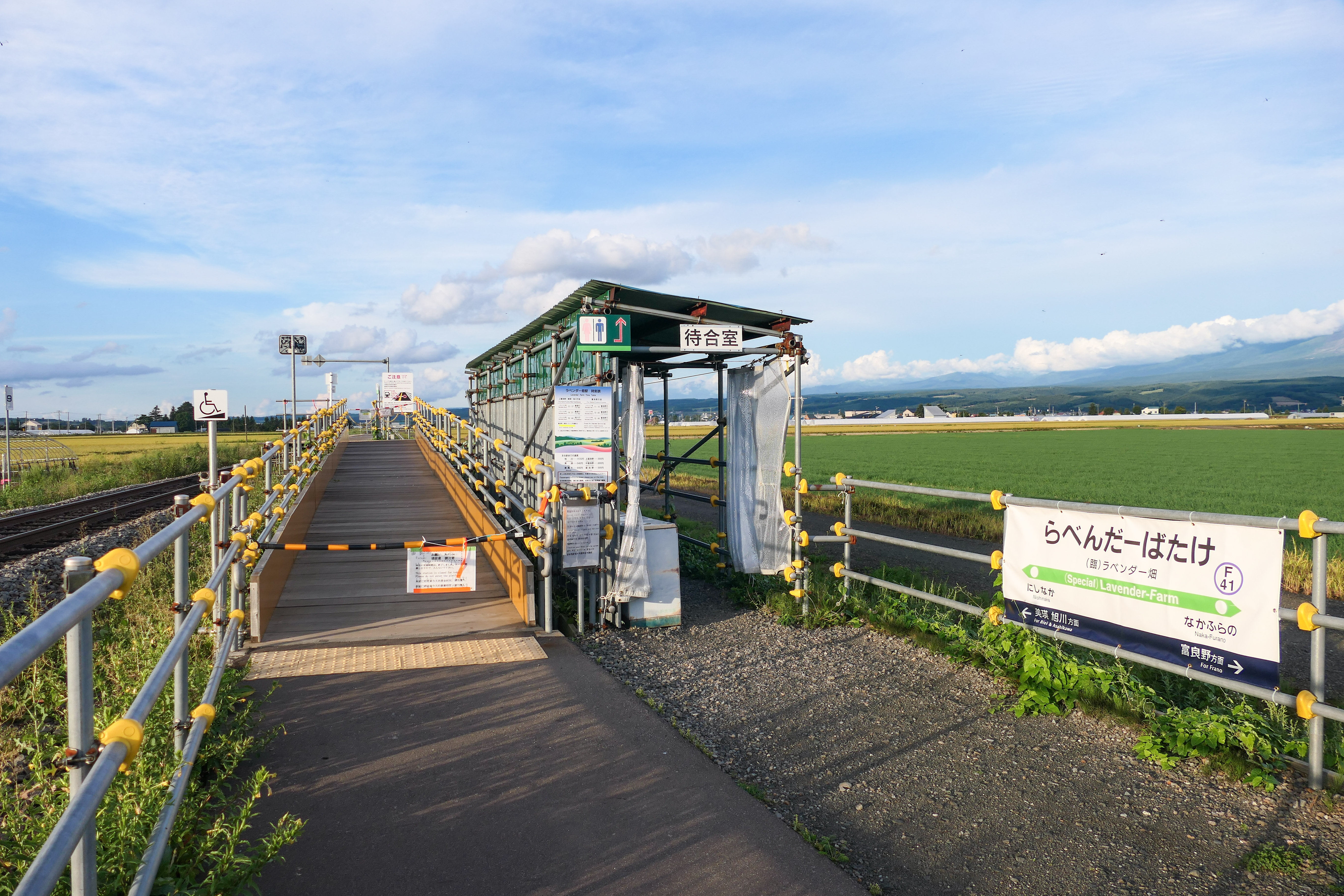
待合室とスロープ（2024年8月）
駅名標（2017年8月）

## 利用状況
- 1999年（平成11年）6月11日 - 6月30日までの乗降客数は1582人[5]。
- 2017年（平成29年）6月29日の1日乗降客数は935人[7]。
- 2017年（平成29年）8月8日の1日乗降客数は895人[7]。

## 駅周辺
ラベンダー畑で有名なファーム富田があり、乗降客はほとんどが観光客である。少数ながら民家もある。
- 国道237号
- ファーム富田
- 中富良野神社

## 隣の駅
北海道旅客鉄道（JR北海道）
■富良野線（開業期間中の一部列車のみ停車）
上富良野駅 (F39) - *西中駅 (F40) - （臨）ラベンダー畑駅 (F41) - 中富良野駅 (F42)
*:一部の列車は西中駅を通過する。